# 3e Division du Canada
Pour la division de la Première Guerre mondiale, voir 3e Division canadienne (1915-1919) et, pour la division de la Seconde Guerre mondiale, voir 3e Division d'infanterie canadienne
Pour les articles homonymes, voir 3e division.
La 3e Division du Canada (3 Div CA) (en anglais : 3 Canadian Division (3 Cdn Div)) est responsable de toutes les opérations de l'Armée canadienne des Forces armées canadiennes dans la région couvrant le territoire à partir du nord de Lakehead en Ontario jusqu'à l'océan Pacifique. Il comprend un effectif total de 6 000 réguliers, 5 700 réservistes et 1 200 civils en 2013. Avant le 12 juillet 2013, elle était connue sous le nom de Secteur de l'Ouest de la Force terrestre (SOFT).
Le quartier-général de la 3e Division du Canada est situé sur la base de soutien de la 3e Division du Canada Edmonton en Alberta.

## Unités
La 3e Division du Canada est composée des formations et des unités suivantes :
- 1er Groupe-brigade mécanisé du Canada
- 38e Groupe-brigade du Canada
- 39e Groupe-brigade du Canada
- 41e Groupe-brigade du Canada
- Groupe de soutien de la 3e Division du Canada
- Centre d'instruction de la 3e Division du Canada
- 4e Groupe de patrouilles des Rangers canadiens
- 6e Compagnie du renseignement
- 1er Régiment de police militaire

La 3e Division du Canada est également responsable du programme Bold Eagle destiné aux jeunes autochtones.